# António Brandão, Arcebispo de Goa e Primaz das Índias
António Brandão O. Cist. (Alcobaça, Alcobaça, 1620 — Goa, 6 de julho de 1678) foi um religioso português, Arcebispo de Goa e Primaz das Índias. 

## Biografia
Foi nomeado para a sé de Goa em 17 de dezembro de 1674, sendo consagrado em 24 de fevereiro de 1675 por Dom Luís de Sousa, bispo-titular de Hippo Diarrhytus, tendo como co-consagrantes a Dom Luís da Silva Teles, O.SS.T, bispo-titular de Titopolis e Dom Cristóvão de Almeida, O.S.A., bispo-auxiliar de Lisboa.
Por um período, foi Governador da Índia interino, ora junto com António Pais de Sande, ora sozinho.